# Кора-Урсдон
Кора-Урсдон (осет. Къора-Урсдон) — село в Дигорском районе республики Северная Осетия — Алания. Административный центр Кора-Урсдонского сельского поселения.

## География и климат
Селение расположено у слияния рек Скуммидон и Сауардон в Урсдон, в 12 км к юго-западу от Дигоры и в 62 км к западу от Владикавказа. За конечный пункт принимается район бывшей турбазы. 
Исторически делится на два квартала — Кора (верхняя часть села) и Урсдон (нижняя часть села).
Регион селения Кора-Урсдон обладает уникальной природной средой. Это объясняется тем, что он лежит у самого входа в Урсдонское горное ущелье. Поэтому климат здесь умеренно-континентальный с мягкой зимой и комфортным летом. Довольно значительная орографическая защита (с трёх сторон село прикрыто горами) предохраняет местность от сильных ветров и значительно уменьшает количество туманов.
В создании особого уникального климата огромную роль играют необычайные лесные массивы. Со стороны гор, покрытых субальпийскими лугами и лесообразующими породами деревьев (буком восточным, черешчатым дубом, клёном остролистым, ясенем обыкновенным, вязом, градом кавказским, берёзой и др.), а ниже у села и с правой, и с левой стороны дикоплодными и культурными деревьями (яблоней, грушей, алычей, грецким орехом и фундуком), с весны и до осени ветер приносит в село живительные потоки запахов, свежести и прохлады.

## История
Первое упоминание о селе Урсдон относится к 1781 году, когда в данном месте впервые описываются два селения осетинских феодалов из рода Кубатиевых. 
Изначально существовало одно село Урсдон с поселками Кора, Карман, Синдзикау и Карагач. Только после 1920 года происходит окончательное формирование сел. Кора и Урсдон образовали один населённый пункт, а Карман и Синдзикау объединились в новое селение Карман-Синдзикау. 
Селение около 4 месяцев  было под оккупации германских войск в 1942 году.
Ныне Кора-Урсдон является единственным населенным пунктом Дигорского района и Республики, где сельчане являются носителями Уалагкомского диалекта - являющимся связующим между иронским и дигорским диалектами осетинского языка.

## Население
| 2002  | 2010  | 2011  | 2012  | 2013  | 2014  | 2016  |
| ----- | ----- | ----- | ----- | ----- | ----- | ----- |
| 1144  | ↗1190 | →1190 | ↘1186 | ↘1180 | ↗1185 | ↗1196 |
| 2017  | 2018  | 2019  | 2020  | 2021  | 2023  | 2024  |
| ↘1193 | ↘1187 | ↗1194 | →1194 | ↗1208 | ↗1229 | ↘1221 |
| 2025  |       |       |       |       |       |       |
| ↘1216 |       |       |       |       |       |       |

Национальный состав
По данным Всероссийской переписи населения 2010 года:
| № | Национальность | Численность, чел. | Доля   |
| - | -------------- | ----------------- | ------ |
| 1 | осетины        | 1 159             | 97,4 % |
| 2 | другие         | 31                | 2,6 %  |

## Инфраструктура
В 4 км к югу от села, на высоте 900 метров над уровнем моря, в предгорьях Лесистого хребта расположена турбаза «Урсдон». Здесь же находится детский оздоровительный лагерь «Звёздная страна», вмещающий в себя 250 человек.

## Достопримечательности
- Бывшая турбаза, ныне санаторий "Урсдон"
- Инсталляция имитация Крепости Урсдон
- Инсталляция уличная осетинская библиотека (бывшая ранее в центральном парке отдыха и культуры К.Хетагурова)
- Развалины неизвестных башен